# Henry Horatio Dixon
Henry Horatio Dixon (Dublin, 1869 — 20 de dezembro de 1953) foi um botânico irlandês.
É o autor das seguintes publicações:
- Transpiration and the Ascent of Sap in Plants (1914),
- Practical Plant Biology (1922),
- The Transpiration Stream (1924),
- On the Physics of the Transpiration Curant...